# 滩营河
滩营河，位于中华人民共和国广西壮族自治区南部，是茅岭江右岸支流，发源于防城港市防城区十万山瑶族乡（原十万山华侨林场）七星顶太平田，蜿蜒东南流，过滩营乡那必村（旧属平旺乡）转东流，经滩营乡治转东北流，至钦州市钦南区黄屋屯镇西显村西北转东南流，于田寮村冲桥屯汇入茅岭江。河长67千米，比降1.10‰，流域面积829平方千米。年均径流量10.93亿立方米。流域内林木茂密，物产丰富，农牧林业发达。